# Гай Цецина Туск
Вижте пояснителната страница за други личности с името Туск.
Гай Цецина Туск (на латински: Gaius Caecina Tuscus) e политик и сенатор на Римската империя през 1 век по времето на римския император Нерон (54 – 68).
Син е на дойката на Нерон. Произлиза вероятно от етруската фамилия Цецинии от Волтера.
Той е номиниран за преториански префект през 56 г. на мястото на Секст Афраний Бур. През 63 – 65 г. Туск е префект (praefectus Aegypti), управител на римската провинция Египет след Луций Юлий Вестин и е сменен от Тиберий Юлий Александър.